# Saint-Florent-sur-Cher
Saint-Florent-sur-Cher (francoska izgovorjava: [sɛ̃ flɔʁɑ̃ syʁ ʃɛʁ]) je občina v departmaju Cher v osrednji Franciji.